# Intermission (film)
Pour les articles homonymes, voir Intermission.
Pour plus de détails, voir Fiche technique et Distribution.
Intermission, ou Intermède au Québec, est un film irlando-britannique réalisé par John Crowley, sorti en 2003.

## Synopsis
Ensemble d'histoires croisés entre celle d'un petit malfrat, Lehill, qui prévoit de monter un dernier coup avant de raccrocher. Ou celle de Jerry Lynch, un détective hargneux, décide de faire cavalier seul dans les bas quartiers de la ville.

## Fiche technique
Source principale de la fiche technique :
- Titre : Intermission
- Titre québécois : Intermède
- Réalisation : John Crowley
- Scénario : Mark O'Rowe (en)
- Direction artistique : Susie Cullen
- Musique : John Murphy
- Décors : Tom Conroy
- Costumes : Lorna Marie Mugan
- Photographie : Ryszard Lenczewski
- Montage : Lucia Zucchetti (en)
- Production : Neil Jordan, Alan Moloney (en) et Stephen Woolley (en)
  - production associée : John Erraught, Susan Mullen et Romany Turner
  - Production déléguée : Jonathan Sehring, Rod Stoneman, Paul Trijbits et Tristan Whalley
  - Production exécutive : Des Martin
- Sociétés de production : 
  - Irlande : Brown Sauce Film Productions, Bórd Scannán na hÉireann et Parallel Film Productions
  - Royaume-Uni : Company of Wolves, Portman Film et UK Film Council
- Distribution :
  - Irlande, Royaume-Uni : Buena Vista International
  - Belgique : Santa Fe / Paradiso[2]
  - France : Acteurs Auteurs Associés (distribution DVD)
- Budget : 5 millions de $US[3],[4].
- Pays de production :  Irlande,  Royaume-Uni
- Format : Couleur - Son : Dolby Digital - 1,85:1 - Format 35 mm
- Genre : Comédie noire, thriller
- Durée : 102 ou 105 minutes
- Dates de sortie :
  - Irlande : 29 août 2003
  - Canada : 10 septembre 2003 (Festival de Toronto)
  - France : 2 octobre 2003 (Festival de Dinard), sorti directement en DVD le 9 janvier 2007[5]
  - Belgique : 2 juin 2004[2]

## Distribution
Source principale de la distribution IMdb :

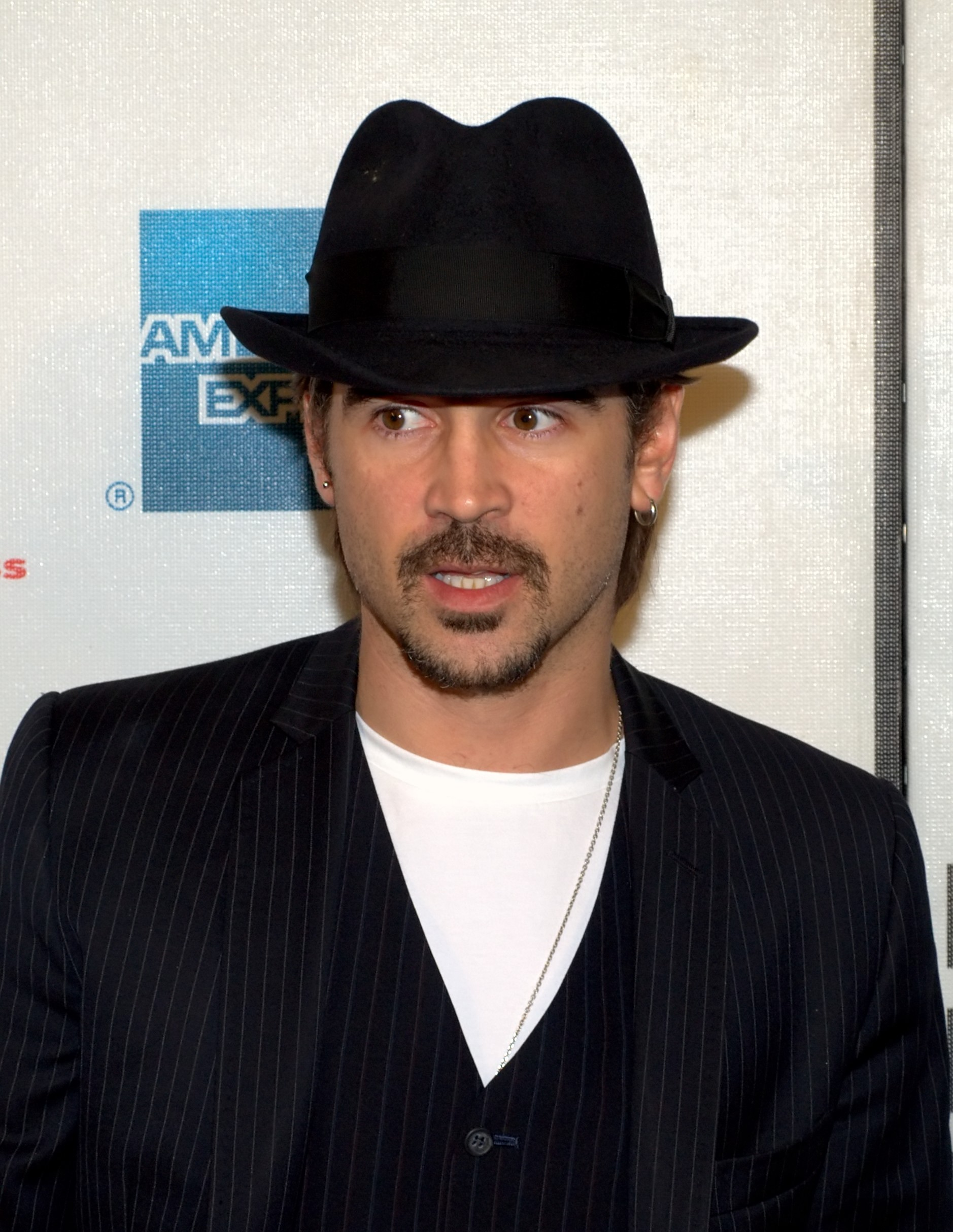
Colin Farrell dans le rôle de Lehiff

- Shirley Henderson (VQ : Charlotte Bernard) : Sally
- Kelly Macdonald (VQ : Violette Chauveau) : Deirdre
- Colm Meaney (VQ : Manuel Tadros) : Jerry Lynch
- Cillian Murphy (VQ : Patrice Dubois) : John
- Colin Farrell (VF : Jean-Didier Aïssy ; VQ : Martin Watier) : Lehiff
- Brían F. O'Byrne (VQ : Jean-Luc Montminy) : Mick
- David Wilmot (VQ : Antoine Durand) : Oscar
- Owen Roe : M. Henderson
- Neilí Conroy (VQ : Camille Cyr-Desmarais) : Helen
- John Rogan : Alfred
- Tom Farrelly : George
- Gerry Moore : Seamus Ruane
- Deirdre O'Kane (VQ : Élise Bertrand) : Noeleen, la femme de Sam
- Michael McElhatton (VQ : Pierre Auger) : Sam
- Ger Ryan : Maura
- Tomas Ó Suilleabhain (VQ : Daniel Picard) : Ben Campion
- Pat Laffan : Charlie O'Brien
- Rory Keenan : Anthony Lowry
- Darragh Kelly : Thomas Downes
- Barbara Bergin : Karen
- Conor Lovett : M. Leonard
- Conleth Hill : Robert
- Pascal Scott : Maurice
- Jeff O'Toole : Thomas
- Simon Delaney : Bill
- Ruth McCabe : Celia
- Jane Brennan : Mme Rooney
- Karl Shiels : Wayne
- Kerry Condon : serveuse du café
- Johnny Thompson : vieil homme du café
- Emma Bolger : enfant avec une glace
- Deirdre Molloy : femme dans le centre commercial
- Derry Power : l'homme âgé dans le bus

Source et légende : Version québécoise (VQ) sur Doublage.qc.ca.

## Distinctions
Source principale des distinctions :

### Récompenses
- 2003 : 4 prix aux Irish Film and Television Awards

Meilleur film irlandais
Meilleur réalisateur pour John Crowley
Meilleur scénariste pour Mark O'Rowe
Meilleur acteur dans un rôle secondaire pour David Wilmot
- 2004 : Douglas Hickox Award aux British Independent Film Awards pour John Crowley
- 2004 : Prix du public du meilleur premier film pour John Crowley au Galway Film Fleadh

### Nominations
- 2003 : 8 autres nominations aux Irish Film and Television Awards

Prix du public du meilleur film irlandais
Meilleur décors pour Tom Conroy
Meilleurs costumes pour Lorna Marie Mugan
Meilleurs coiffures/maquillage pour Lynn Johnson
Meilleur nouveau talent pour David Wilmot
Meilleur acteur dans un rôle secondaire pour Colin Farrell
Meilleure actrice dans un rôle secondaire pour Deirdre O'Kane
Meilleure actrice dans un rôle secondaire pour Ger Ryan
- 2004 : nommé au Prix du public du Prix du cinéma européen du meilleur acteur pour Colin Farrell
- 2004 : nommée pour l'actrice anglaise de l'année dans un second rôle pour Shirley Henderson aux London Critics Circle Film Awards
- 2004 : nommé au Taurus Award pour la meilleure action dans un film étranger aux Taurus World Stunt Awards

## Box-office
| Pays ou région | Box-office      | Date d'arrêt du box-office | Nombre de semaines |
| -------------- | --------------- | -------------------------- | ------------------ |
| Royaume-Uni    | 448 099 entrées | 2003-2004                  |                    |
| Belgique       | 11 186 entrées  | 2004-2005                  |                    |